# Gridrunner
Gridrunner es una serie de videojuegos diseñados por Jeff Minter/Llamasoft. El original Gridrunner para el Commodore Vic 20 se lanzó en 1982. Ocho títulos más de la serie salieron entre 1982 y 2018.

## Gameplay
El juego es similar al juego Centipede, con enemigos segmentados que corren en zig-zag mientras los jugadores controlan una nave pequeña que puede disparar hacia arriba y moverse libremente por la pantalla. El jugador también tiene que evitar los X-Y zappers qué esperan en el borde de la malla.  El juego tiene veinte olas de enemigos para completarlo.
El jugador controla una pequeña nave atacada por varios enemigos alargados como serpientes.  Al final de cada nivel se obtiene una vida de bonificación está otorgada y la verja próxima empieza. Algunos enemigos sueltan discos que aumentan el poder del jugador con ataques más devastadores. Cuantos más niveles más peligrosos son los enemigos.

## Desarrollo
Llamasoft Liberó Gridrunner en 1982 para el  VIC-20. El juego fue escrito en una sola semana, la cual Minter califica como "la semana mejor aprovechada." A pesar de que sus similitudes con centipede, Gridrunner es mucho más rápido. 

## Recepción
De Gridrunner se destacó sobre todo su rapidez de acción. Ahoy! dijo que tiene unos  efectos de sonido excelentes.
Eurogamer evaluó la moderna version para iOS como "el mejor shooter en iOS," y lo describió como "un retro remake bien hecho". En 2012 Metacritic le dio una puntuación de 83.